# Halichoanolaimus norvegicus
Halichoanolaimus norvegicus is een rondwormensoort uit de familie van de Selachinematidae. De wetenschappelijke naam van de soort is voor het eerst geldig gepubliceerd in 1940 door Allgén.